# دونوسا
دونوسا (Δονούσα) یک جزیره و جامعه سابق در واحد منطقه‌ای سیکلادس در یونان است. از زمان اصلاحات حکومت محلی در سال ۲۰۱۱، این جزیره بخشی از شهرداری نکسوس و جزایر کوچک سیکلادس شده‌است و به‌عنوان یک واحد شهرداری تابع آن عمل می‌کند. دونوسا شرقی‌ترین جزیره در میان جزایر کوچک سیکلادس به‌شمار می‌رود.

## نگارخانه

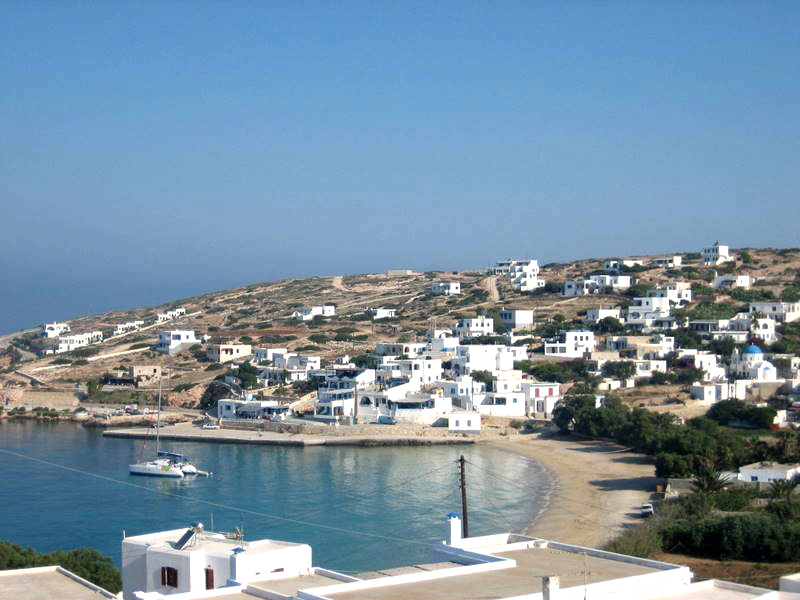